# ويليام رالف إيمرسون
ويليام رالف إيمرسون (بالإنجليزية: William Ralph Emerson)‏ هو مهندس معماري أمريكي، ولد في 11 مارس 1833، وتوفي في 23 نوفمبر 1917.